# Nicolas Braunstein
Nicolas Braunstein (* 16. Oktober 1874 in Garnich (Großherzogtum Luxemburg); † 11. Dezember 1956 in Luxemburg (Stadt)) war ein luxemburgischer Psychologe und Hochschullehrer.

## Leben
1989 bis 1901 studierte er Psychologie in Bonn, Berlin und Paris. Seine Promotion legte er 1901 in den Fächern Philosophie und Literatur an der Universität Luxemburg ab. 1905 kehrte er nach Berlin zurück und verbrachte ein Semester an der Humboldt-Universität zu Berlin an dem Institut für Psychologie bei Carl Stumpf. Ab 1914 lehrte Braunstein als Dozent für experimentelle Psychologie an der Internationalen Fakultät für Pädagogie in Brüssel. 1929 wurde er an das neu gegründete Pädagogische Institut der Universität Lüttich zuerst als Dozent und 1933 als Professor berufen. Hier lehrte er bis 1944 experimentelle Psychologie und Psychotechnik. In Luxemburg wurde er 1946 erster Präsident und Direktor der Hochschule für Arbeit. 1947 war er Gründungsmitglied der Belgischen Gesellschaft für Psychologie. 

## Werk
Braunstein publizierte 110 Artikel auf Deutsch und Französisch, insbesondere im Bereich der experimentellen Psychologie. In seinem Psychologischen Personalbogen stellte er die Bedeutung psychologischer Maße für Gedächtnis, Aufmerksamkeit, Kombinationsfähigkeit und Intelligenz heraus. Seine Arbeiten zur psychotechnischen Eignungsprüfung in der Industrie waren Pionierarbeiten zur Erfassung der Berufseignung. Der luxemburgische Stahlkonzern ARBED finanzierte die von ihm verwendeten diagnostischen Geräte (u. a. Ergograph, Marey’sche Trommel, Ästhesiometer, Dynamometer, Kymograph, Tachistoskop). Seine Arbeiten hatte die Gründung von mehreren Berufsorientierungsstellen in Luxemburg und Belgien zur Folge.

## Ehrungen
- 1951 Ehrenmitglied der Philophrenological Society of Great Britain
- 1955 Ehrenmitglied der Internationalen Vereinigung für Bildungs- und Berufsberatung

## Publikationen (Auswahl)
Monografien
- Die experimentelle Gedächtnisforschung. Beyer, Langensalza 1914.
- Einführung in die experimentelle Psychologie. Teubner, Leipzig 1915.
  - Franz. Übersetzung: Introduction à la psychologie expérimentale. 1931.
- Psychologische Personalbogen als Hilfsmittel der Pädagogik und Berufsberatung. Barth, Leipzig 1919.